# Tok'ra
De Tok'ra is een fictief buitenaards ras in het sciencefictionuniversum van de televisieserie Stargate SG-1.
De Tok’ra is een opstandig Goa'uld-ras in die zin dat zij zich verzetten tegen de Systeemheren. Wanneer Tok’ra letterlijk wordt vertaald betekent dit “tegen Ra”. De Tok’ra hebben in de bewoners van de Tau’ri een goede bondgenoot gevonden in hun strijd tegen de Goa’uld. Later zijn de Jaffa ook hun bondgenoot geworden.
Hoewel de Tok’ra biologisch gezien hetzelfde zijn als de Goa'uld, weigeren zij zichzelf zo te noemen. Ze benadrukken met klem dat “We are not Goa'uld!". Ze verstrekken belangrijke informatie en verlenen technische ondersteuning aan hun bondgenoten. Ook hebben ze een uitgebreid spionage netwerk binnen de Goa’uld rangen in plaats van een leger dat aan ook het front tegen de Goa'uld strijd.
De Tok'ra bezitten geen gastheren tegen hun zin in. Dit is het voornaamste verschil met de Goa'uld. Bij de Tok'ra werkt het anders. Zij zijn van mening dat er een harmonische verhouding moet zijn tussen gastheer en symbiont. De symbiont geeft zijn gastheer hiervoor in ruil een lang leven, goede gezondheid, intelligentie en deelt de gastheer in het geheugen van de Tok'ra. Het een en ander op basis van vrijwilligheid.
De eerste Goa'uld die zich tegen de Systeem Heren keerde was Egeria. Deze koningin is de grondlegster van de Tok'ra beschaving (Dit wordt in seizoen 6, aflevering 10 vertelt). Duizenden jaren geleden was er op de planeet Pangar een strijd tussen Ra en Egeria. Ra overwon en algemeen werd aangenomen dat Egeria was gedood. Ra heeft haar duizenden jaren gevangengezet totdat ze werd ontdekt door de bewoners van de planeet Panger. Wat zich daar afspeelde wordt verteld in de aflevering Cure
Ondanks al hun goede bedoelingen vertrouwen de meeste Jaffa hen niet vanwege hun geheimhoudingspolitiek, ontwrichting en sabotage. Ze hebben liever dat de Tok'ra aan het front staan. De Jaffa hebben hier wel een goed punt omdat het gedeeltelijk is te wijten aan de houding van de Tok'ra ten opzichte van het Jaffa verzet. Jacob Carter stelt dat “every time a Tok'ra has been killed by a staff weapon it was a Jaffa standing at the other end". Jack O'Neill is ook niet gecharmeerd van de Tok'ra sinds hij een slechte ervaring had met de Tok'ra Kanan. Wanneer hij het over de Tok'ra heeft, gebruikt hij vaak “snakehead” om te verwijzen naar zowel de Tok'ra als de Goa'uld.

## De Tok'ra Regering
De Tok'ra staan onder leiding van de Tok'ra Hoge Raad. Naar het blijkt staat Per’sus aan het hoofd. Hij is slechts een keer gezien. Hoe iemand kan toetreden tot de Hoge Raad is niet bekend. De Tok'ra zijn niet erg welwillend ten opzichte van anderen om inzicht te geven in hun handelwijze.

## Tok'ra gewoonten
De Tok'ra hebben een unieke samenleving gecreëerd waarbij geheimhouding bovenaan staat en het feit dat ieder Tok'ra lid een lichaam met een ander moet delen.
De Tok'ra begraven hun doden niet uit angst voor ontdekking door de Goa'uld. In plaats daarvan leggen ze hun doden op een brancard voor de Stargate. Die wordt vervolgens in werking gesteld en door de instabiele vortex wordt het lichaam gedesintegreerd.
De manier waarop een Tok'ra zich mengt met zijn gastheer verschilt met die van de Goa'uld. De Goa'uld “boren” zich naar binnen via de nek waarbij ze een vervelend litteken achterlaten. Dit is volgens Martouf zeer onprettig voor de gastheer. De Tok'ra gaan liever via de mond naar binnen, waarbij ze door het zachte weefsel achter in de keel heengaan. Zo wordt er een naar litteken voorkomen. Ze zeggen dat de Goa'uld dit niet doen omdat ze anders worden geconfronteerd met het gezicht van een verschrikte gastheer. De Tok'ra hebben daar geen last van, aangezien de basis ligt bij vrijwillige menging van symbiont en gastheer. Bijkomend voordeel is dat bij een lichamelijk onderzoek een Tok'ra niet wordt opgemerkt, aangezien de standaardprocedure is te kijken of iemand een litteken in de nek heeft. Mocht de onderzoeker een Goa'uld of een Jaffa zijn, dan gaat dit verhaal niet op omdat deze de aanwezigheid van naqahdah in het bloed zal opmerken.
Wanneer een Tok'ra verliefd wordt op een ander, treedt het merkwaardige verschijnsel op dat zowel symbiont én gastheer zich tot elkaar aangetrokken voelen. Martouf met zijn symbiont Lantash vertelde dit aan Samantha Carter toen Jolinar haar symbiont was. De gastheer en symbiont ervaren dingen als verliefdheid en dood als een. Wat de een voelt, weerspiegelt zich in de ander.
Bij de Tok'ra is het normaal dat de meer aanwezige Tok'ra/gastheer de leiding heeft over de twee. Er zijn wel uitzonderingen, zoals bij Martouf. Deze wordt sneller aangesproken bij zijn eigen naam dan Lantash. Dat betekent dat Martouf de leiding heeft in plaats van zijn symbiont.
Wanneer er een overdracht van symbionten plaatsvindt, buigen de gastlichamen zich naar elkaar toe waarbij ze hun ogen dicht houden tegen het glinsteren van de ogen.

## Tok'ra wetenschap en technologie
De Tok'ra zijn meesters op het gebied van de wetenschap hoewel ze veel uitvindingen voor zichzelf houden. Ze zijn zeer begaafd op het gebied van organisch onderzoek. Baanbrekend onderzoek is verricht tijdens de ontwikkeling van een symbiontengif dat alleen de Goa'uld dood, maar niet de gastheer. Ze hebben een apparaat ontwikkeld dat zich bezighoudt met geheugenaanpassingen, en met een apparaat dat wordt geïmplanteerd om de gastheer te beschermen tegen Goa'uld-detectoren. Bovendien hebben de Tok'ra geholpen met het produceren van het medicijn Tretonine. Het voordeel is dat een gastheer geen symbiont meer nodig heeft. Ook helpen de Tok'ra de mensen van de Tau’ri met het ontwikkelen van wapens en bedenken ze strategieën hoe het beste tegen de Goa'uld kan worden gevochten. Dit is mede tot stand gekomen doordat de vader van Samantha vrijwillig de Tok'ra Selmak nam. Selmak is een van de belangrijkere Tok'ra’s en heeft ermee ingestemd dat er een wat uitgebreidere samenwerking is ontstaan met de aarde.
De Tok'ra hebben sinds hun bondgenootschap Stargate Command veel Tok'ra technologie gegeven met de bedoeling het een en ander te testen tijdens missies. Ook de ‘one-way shields’ in de isolatieruimten zijn afkomstig van de Tok'ra.